# Dorysthenes fossatus
Dorysthenes fossatus là một loài bọ cánh cứng trong họ Cerambycidae.